# Ousson-sur-Loire
Ousson-sur-Loire település Franciaországban, Loiret megyében. Lakosainak száma 702 fő (2022. január 1.). Ousson-sur-Loire Ouzouer-sur-Trézée, Bonny-sur-Loire, Briare, Châtillon-sur-Loire és Dammarie-en-Puisaye községekkel határos.

## Népesség
A település népességének változása:
| Lakosok száma | 449  | 593  | 621  | 752  | 739  | 742  | 752  | 711  | 691  | 702  |
|               | 1968 | 1982 | 1990 | 2006 | 2013 | 2015 | 2017 | 2019 | 2020 | 2022 |